# Guillaume le Roux
Vous lisez un « article de qualité » labellisé en 2009.
Ne doit pas être confondu avec Guillaume Le Roux (missionnaire).
Pour les articles homonymes, voir Guillaume II, Guillaume Le Roux et Le Roux.
Guillaume II d'Angleterre, dit Guillaume le Roux (vers 1060 – 2 août 1100), est roi d'Angleterre de 1087 à 1100 en succédant à son père Guillaume le Conquérant. Son règne est surtout marqué par l'opposition avec son frère aîné Robert Courteheuse, le duc de Normandie, les deux hommes se disputant le contrôle de l'Angleterre et de la Normandie. En 1096, à la faveur du départ de son frère pour la première croisade, Guillaume le Roux parvient à étendre sa domination sur le duché de Normandie, mais sa mort accidentelle quatre ans plus tard interrompt précocement la réunion de ces deux États.
Les historiens du XIIe siècle, tous ecclésiastiques, entretinrent une image assez négative du personnage, rappelant surtout sa morale douteuse, ses mauvaises manières et sa mort dramatique. Les historiens actuels ont un avis plus nuancé. Ils reconnaissent que Guillaume a réussi à maintenir l'ordre en Angleterre et a restauré la paix en Normandie.

## Biographie

### Jeunesse

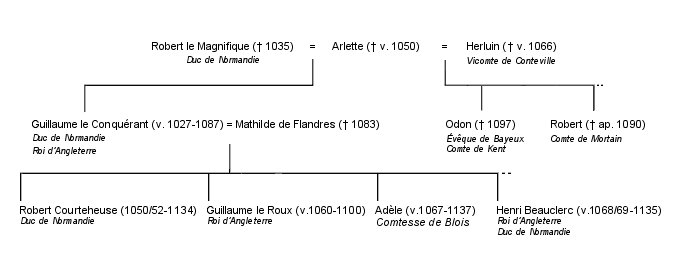
Arbre généalogique de Guillaume le Roux.

Né probablement autour de 1060 dans le duché de Normandie, il est le troisième fils de Guillaume le Conquérant († 1087) et de Mathilde de Flandre († 1083). Il est donc le cadet de Robert Courteheuse et Richard († avant 1075), et l'aîné de Henri. Le surnom de « Roux » vient soit de la couleur de ses cheveux, soit de son teint rougeâtre. Bien que ce surnom ait été probablement peu utilisé de son vivant, il sert aux historiens à le distinguer des autres Guillaume de son époque. Écrivant quelques décennies plus tard, le moine-historien Orderic Vital le surnomme ainsi tout au long de son Historia ecclesiastica.
Guillaume le Roux est, comme ses frères, un aventurier, un chasseur et un soldat. D'après l'historien britannique Frank Barlow, bien que moins intelligent que ses frères, il est persévérant et doté d'esprit. Durant son enfance, il est éduqué par le moine érudit Lanfranc, alors abbé de l'abbaye aux Hommes de Caen. En tant que troisième fils du duc, il aurait pu recevoir un apanage, mais en le confiant à Lanfranc, ses parents le destinent peut-être à entrer dans les ordres. La mort de Richard, le second fils, entre 1069 et 1075, bouleverse les projets du couple royal : Guillaume revient aux côtés de son père et le sert comme chevalier. Les observateurs le décrivent alors comme un garçon bon et respectueux, loyal et fidèle à son père.
Les relations entre les trois frères ne sont pas particulièrement bonnes. Un incident survenu entre eux, vers 1078, est le déclencheur d'une révolte de Robert, frustré de manquer d'argent et d'indépendance vis-à-vis de son père. Alors que le duc de Normandie est installé à L'Aigle avec sa suite, Guillaume et son benjamin Henri rendent une visite à leur frère aîné Robert qui loge dans une autre maison avec sa propre suite. Gagnés par l'ennui après avoir joué aux dés, ils urinent de l'étage sur la tête de Robert et de ses amis,. Il s'ensuit une mêlée tellement bruyante que le duc intervient et force ses fils à faire la paix. La nuit suivante, Robert, vexé et ayant perdu la face, se dirige, avec ses compagnons, vers Rouen où ils tentent de prendre le château. Leur coup de force est un échec et le duc ordonne leur arrestation. Robert et ses compagnons s'enfuient alors de Normandie. En 1079, Guillaume le Conquérant assiège son fils rebelle, retranché dans la place forte de Gerberoy. Là, Robert inflige une blessure à son père. Même si les deux hommes se réconcilient peu après, ce dramatique fait d'armes change probablement le destin du jeune Guillaume aux dépens de son frère.
Guillaume accompagne son père et son frère Robert en Angleterre en 1080. Il participe probablement à quelques campagnes en Écosse et au pays de Galles. Les années suivantes, il est avec son père en Angleterre et rien ne suggère une longue séparation entre eux. Par contre, depuis 1083, Robert Courteheuse a quitté la cour pour chercher fortune dans le royaume de France.
En août 1087, le Conquérant se meurt des conséquences d'une blessure reçue à l'abdomen alors qu'il attaquait Mantes, dans le Vexin français. Sa succession est très discutée et il est probable que son intention première ait été de déshériter complètement Robert. Mais il en est dissuadé par les barons du duché, qui avaient prêté hommage à Robert en 1066, juste avant l'invasion de l'Angleterre. Le Conquérant décide tout de même de récompenser son cadet Guillaume pour sa loyauté : à l'agonie, il l'envoie en Angleterre monter sur le trône.

### Accession au trône (1087-1088)

#### Prise en main du royaume

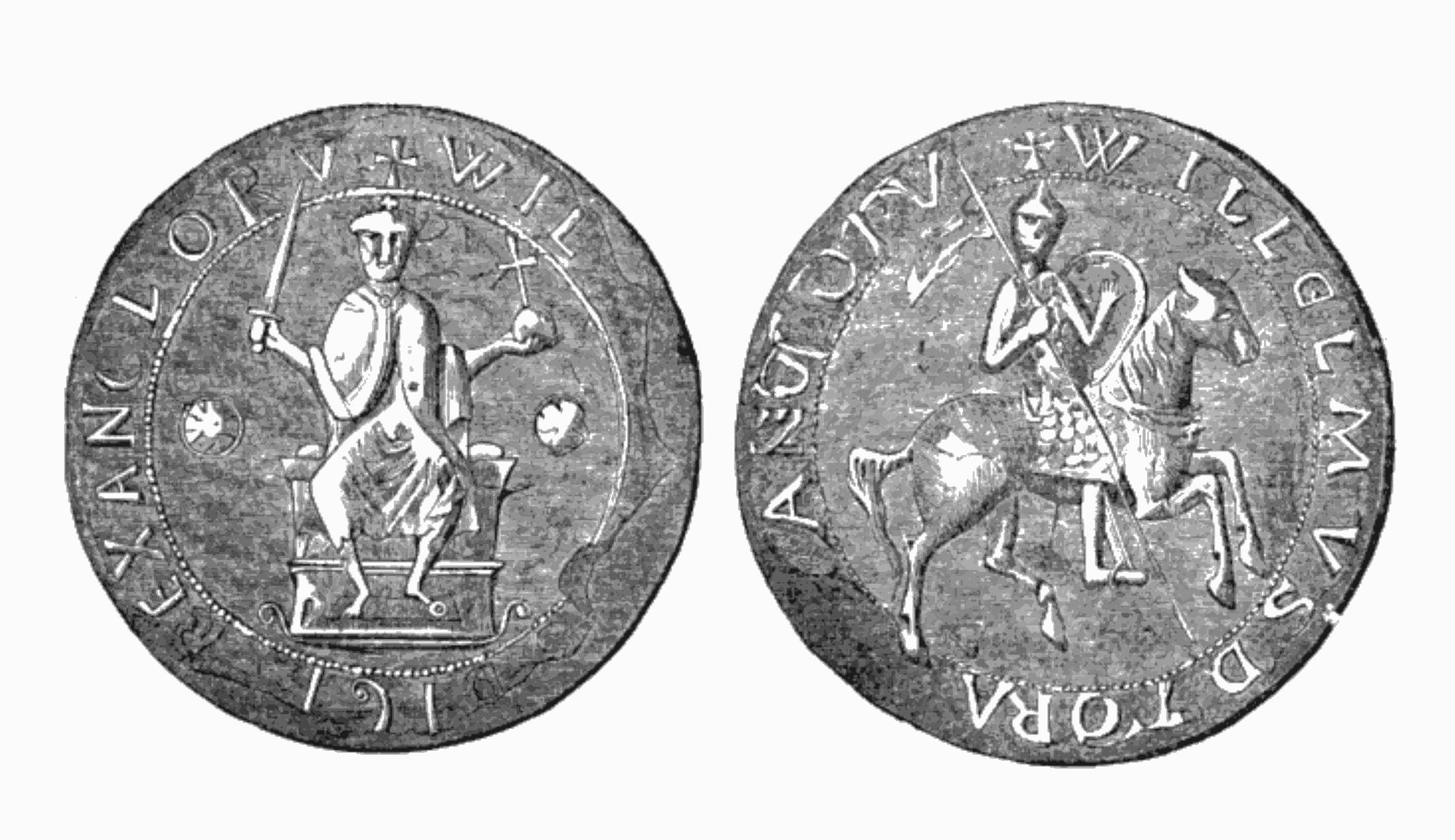
Dessin du grand sceau de Guillaume le Roux durant son règne, extrait de The pictorial history of England, par George Lillie Craik et autres (1846).

Guillaume embarque probablement à Touques vers la côte anglaise. Il se dirige ensuite vers Winchester, où il s'assure du trésor royal, puis rejoint l'archevêque de Cantorbéry, Lanfranc, son ancien tuteur, qui joue quasiment le rôle de vice-roi. Celui-ci respecte le vœu du Conquérant et le couronne à l'abbaye de Westminster le 26 septembre 1087, soit dix-sept jours après la mort du roi. Pour l'historien Frank Barlow, c'est un « coup d'État ». Alors que Guillaume le Roux monte sur le trône, il n'a aucune expérience du gouvernement et ne connaît pas bien le pays. Mais il est aidé par Lanfranc et il s'assure sans difficulté de la soumission de l'administration royale, des shérifs et de la noblesse ministérielle. Dans un premier temps, le baronnage anglo-normand ne réagit pas, peut-être à cause de la présence des principaux d'entre eux en Normandie, ou parce qu'ils attendent de connaître les intentions de Robert Courteheuse. Ce dernier revient en Normandie dès qu'il apprend la mort de son père, et se fait reconnaître comme duc de Normandie et comte du Maine. Il est évidemment en colère contre son cadet, car celui-ci lui a prêté hommage à plusieurs occasions, le reconnaissant comme seul héritier de leur père.

#### Rébellion de 1088

Carte du royaume d'Angleterre.

Guillaume le Roux n'hésite pas à distribuer le trésor royal aux églises et aux shérifs des comtés, et choisit de s'attacher les services de Guillaume de Saint-Calais, l'évêque de Durham, pour le conseiller. Rapidement, il gagne le soutien de l'Église et du baronnage anglo-normand. Il commet alors l'erreur de rendre à son oncle Odon, évêque de Bayeux, libéré de prison par le Conquérant sur son lit de mort, ses possessions en Angleterre. Peu reconnaissant, l'évêque organise bientôt une conspiration pour réunir la Normandie et l'Angleterre sous le seul gouvernement de son neveu Robert Courteheuse. L'obligation d'obéir à deux suzerains différents et ennemis posait en effet des problèmes de loyauté aux aristocrates anglo-normands. Odon réunit autour de lui de grands barons du royaume, tels Roger II de Montgommery, comte de Shrewsbury, Geoffroy de Montbray, évêque de Coutances et Robert de Mortain. Les rebelles fortifient les châteaux de Rochester, Pevensey et Tonbridge. Au printemps 1088, ils lancent leur campagne en mettant à sac les terres et fermages du roi et de ses soutiens, puis attendent le débarquement du duc Robert Courteheuse. Mais celui-ci tarde à débarquer, et Guillaume le Roux en profite pour mobiliser toutes les forces disponibles. Sa réponse est triple.
Tout d'abord, il cherche à diviser ses adversaires en se montrant prêt à les récompenser s'ils abandonnent la conspiration. Roger de Montgommery est le premier à céder. Ensuite, Guillaume promet au peuple anglais, dans son ensemble, de restaurer les meilleures lois qu'il ait jamais connues, d'abolir les impôts injustes et de reconsidérer les droits de chasse. Enfin, il passe à l'action militaire en assiégeant et en prenant les châteaux rebelles. Dès la fin du mois de juillet, la rébellion est écrasée. Le roi décide par choix politique de pardonner massivement aux rebelles, à l'exception notable d'Odon de Bayeux qui est banni du royaume. À la suite du conflit, il doit régler le cas de Guillaume de Saint-Calais, son principal conseiller, qui l'a abandonné pendant le conflit et s'est réfugié à Durham. Il s'ensuit un débat entre le roi et l'évêque pour savoir s'il doit être jugé comme un seigneur séculier selon les lois féodales ou comme un évêque selon les lois canoniques. Finalement, le roi exaspéré prive l'évêque de ses possessions temporelles et le bannit du royaume.
L'ordre revenu dans son royaume lui permet de récompenser ses principaux soutiens durant la révolte. Henri de Beaumont reçoit le titre de comte de Warwick, Guillaume de Warenne, celui de Surrey, et Robert FitzHamon, l'important honneur de Gloucester.

### Relations difficiles avec le duché de Normandie (1088-1096)

#### Le contrecoup de la rébellion de 1088

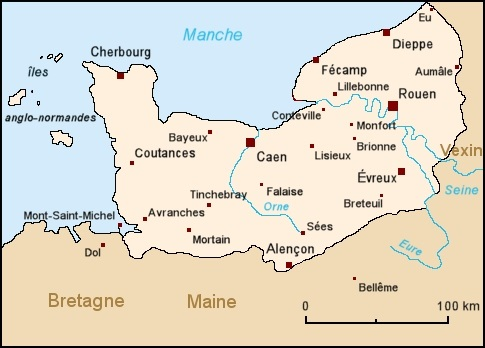
Carte historique du duché de Normandie. Eu est au nord-est et le Vexin au sud-est.

Après l'échec de la rébellion, les relations sont encore plus tendues entre les deux frères. Leur benjamin Henri, bien décidé à hériter d'au moins un de ses deux frères, essaye de tirer avantage de la situation. Sa préférence va à Guillaume, mais le faible et dépensier Robert est le plus facile à exploiter. Aussi, en 1087-1088 il achète, avec l'argent de son héritage, l'Avranchin et le Cotentin. De son côté, Guillaume le Roux utilise les énormes revenus que lui procure son royaume, pour s'attacher les services des vassaux de Robert Courteheuse et préparer l'invasion de la Normandie. Au cours de l'été 1090, il a ainsi corrompu la plupart des barons de la Haute-Normandie, avec un noyau de fidèles centré sur Eu. La situation dans le duché commence à se détériorer, et des partisans du roi déclenchent une rébellion à Rouen, la capitale. Henri en profite pour se rapprocher de son aîné en accourant à son secours. La révolte rouennaise est matée sans que Guillaume n'en ait profité pour entrer en action.

#### Le traité de Caen en 1091
Guillaume entame en février 1091 la dernière phase de son plan pour réunir les territoires paternels. Il débarque en Normandie et s'installe à Eu. Toutefois, il n'y a aucun affrontement armé sérieux. Ce statu quo aboutit au traité de Caen que Guillaume de Saint-Calais, qui vient de se réconcilier avec Guillaume, négocie apparemment entre les deux frères. Par ce traité, ils font la paix et se désignent héritiers l'un de l'autre. Guillaume conserve le comté d'Eu, l'abbaye de Fécamp et le port de Cherbourg. En échange, Guillaume aide son frère à récupérer les territoires qu'il a dû concéder dans le duché pour s'attacher des fidélités. Les deux frères s'attaquent donc à Henri, maître de l'Avranchin et du Cotentin, et l'assiègent au Mont-Saint-Michel. Finalement, ils le laissent s'exiler en France.
À l'été 1091, les deux frères réconciliés traversent la Manche pour combattre l'invasion écossaise et les troubles au pays de Galles. Ensemble, ils répriment la rébellion galloise, puis mobilisent une armée pour combattre une invasion de Malcolm III d'Écosse dans le nord-est du pays. Deux jours avant la Noël 1091, Robert retourne en Normandie après s'être de nouveau disputé avec son frère. Apparemment, Guillaume n'a pas accédé à sa demande de lui confier des territoires en Angleterre, et de venir en Normandie l'aider à combattre ses ennemis. En mai 1092, Guillaume le Roux mène une armée dans le nord-ouest de son royaume, et reprend la Cumbria qui était tenue par un vassal du roi d'Écosse. Il refonde la ville de Carlisle et construit quelques châteaux pour protéger la frontière anglo-écossaise historique.

#### 1093-1094
Guillaume le Roux tient toujours quartier à Eu et réactive une alliance avec le comte de Flandre. Orderic Vital indique que le roi anglais tient alors une vingtaine de châteaux dans le duché. À la Noël 1093, Robert Courteheuse le somme de respecter les termes du traité de Caen sous peine de le considérer caduc. Il attend une aide pour reconquérir le Maine qui ne vient pas. Après une rencontre infructueuse entre les deux frères en février 1094, Guillaume le Roux dénonce lui aussi le traité. Robert s'assure alors du soutien militaire de son suzerain le roi Philippe Ier de France tandis que Guillaume le Roux appelle son frère Henri à l'aide et entreprend des raids depuis Eu. Finalement, Guillaume réussit à détacher le roi français de la cause de son frère. Aucun des deux camps n'envisage de bataille décisive, et ils sont à égalité. Guillaume retourne dans son royaume, et laisse son cadet Henri continuer la lutte contre leur frère.

### La gestion du royaume

Grand hall du palais de Westminster, par Thomas Rowlandson et Augustus Charles Pugin, dans Microcosm of London (1808-11).

Le gouvernement de l'Angleterre par Guillaume le Roux est essentiellement une continuation de la politique de son père. Il consolide la plupart des structures que son père avait dû improviser et mettre en place rapidement après la conquête normande de l'Angleterre. D'une part, il reprend les pouvoirs traditionnels des rois anglo-saxons avant la conquête normande. D'autre part, l'importation de la féodalité normande lui assure un meilleur contrôle sur la noblesse, en lui permettant notamment d'intervenir dans la succession des honneurs. Les jugements de sa Cour s'appuient de plus sur les lois féodales dont le corpus est en train de s'élaborer. Le pouvoir royal s'élargit dans des directions parfois impopulaires, comme la constitution de forêts royales (la New Forest notamment), désormais protégées par des lois très strictes. Sa présence quasi-continue dans le royaume jusqu'en 1096, qui accroît considérablement la pression de son gouvernement, est aussi une nouveauté à laquelle son administration, ses barons et l'Église ne sont pas habitués.
Dans les premières années, sa préoccupation principale est la protection des frontières. En 1091, il fait campagne contre les Écossais et les Gallois (il combattra à nouveau contre ces derniers en 1095 et 1097), et il annexe la Cumbria en 1092. En 1091, avant que les deux armées ne s'affrontent, il obtient la paix des Écossais, et avec Malcolm III d'Écosse s'entend pour que les relations entre leurs deux royaumes soient identiques à ce qu'elles étaient du temps du Conquérant. Ainsi, Malcolm fait un hommage conditionnel à Guillaume le Roux, et lui fait serment de fidélité. En retour, il reçoit le comté d'Huntingdon qu'il possédait avant 1087. À sa mort en 1093, Guillaume le Roux prend le parti des fils de Malcolm, alors que c'est son frère Donald III qui est monté sur le trône. C'est finalement son protégé Edgar Ier d'Écosse qui prend le contrôle du royaume. Celui-ci aussi le reconnaît comme son suzerain.
Ses campagnes dans le royaume et en Normandie coûtent beaucoup d'argent, notamment à l'Église. Sous son règne, la tour de Londres est terminée, et il fait bâtir la grande halle du palais de Westminster.

#### Le présage de la mort
En mars 1093, Guillaume le Roux tombe soudainement gravement malade alors qu'il est dans les marches du pays de Galles. Il est rapatrié à Gloucester et il y reste durant tout Pâques. Il pense alors être sur le point de mourir, et fait une confession complète à Anselme, l'abbé du Bec. Il promet de changer de vie et d'engager une série de réformes du royaume. Il fait aussi libérer tous ses prisonniers et annule les dettes. Il force Anselme à accepter l'archevêché de Cantorbéry, qu'il maintenait vacant depuis la mort de Lanfranc en 1089, et fait des dons aux monastères. D'après Frank Barlow, il est aussi probable qu'Anselme lui fait promettre de se marier. Une fois rétabli, il envisage d'épouser Mathilde d'Écosse, la fille de Malcolm III, alors âgée de douze ans. Il lui rend visite dans l'abbaye où elle est élevée, mais l'abbesse lui fait croire qu'elle a pris le voile, et il renonce à son vœu de mariage. À l'automne de la même année, Malcolm III d'Écosse envahit à nouveau l'Angleterre, mais tombe dans une embuscade et est tué par la main de Morael de Bamburgh, neveu de Robert de Montbray, comte de Northumbrie.

#### Retour en Angleterre
Guillaume le Roux revient en Angleterre en janvier 1095, après avoir dépensé beaucoup d'argent pour peu de résultats en Normandie. Pendant son absence, une révolte générale s'est déclenchée au pays de Galles, et les seigneurs normands de la marche ont perdu le contrôle d'une grande partie des territoires conquis. Il découvre aussi une conspiration qui vise à le remplacer sur le trône par son cousin Étienne d'Aumale, neveu de Guillaume le Conquérant. À l'été 1095, le roi mène une armée en Northumbrie pour assiéger les châteaux de l'instigateur du complot, Robert de Montbray. Après la chute de Newcastle, il l'oblige à s'enfermer dans le château de Bamburgh. Il laisse alors ses lieutenants continuer le siège et part au pays de Galles où la situation s'est détériorée : les Gallois ont pris Montgomery, le château du comte de Shrewsbury Hugues de Montgommery. Quelques combats d'ampleur ont lieu en novembre, mais les Gallois ne renoncent pas. Pendant ce temps, Robert de Montbray, assiégé dans le prieuré de Tynemouth, se rend. Contrairement à 1088, les rebelles sont, cette fois, lourdement punis. Un procès pour trahison a lieu à Salisbury sur le site de l'Old Sarum. Robert de Montbray est emprisonné à vie, le comte Guillaume II d'Eu perd un duel judiciaire et meurt de ses blessures après avoir été énucléé et castré. Plusieurs autres sont mutilés, emprisonnés, bannis ou doivent payer de lourdes amendes.
En février 1096, Robert Courteheuse part pour la croisade. Un légat papal négocie un accord entre Guillaume le Roux et le duc de Normandie. Guillaume paye 10 000 marcs d'argent pour la garde et les revenus du duché pendant trois ans. L'investissement représente moins d'un quart des revenus annuels du royaume. Il est d'autant plus avantageux que Robert peut ne pas revenir vivant de la croisade. Toujours d'après l'accord, le benjamin Henri obtient le Cotentin, l'Avranchin et le Bessin (moins les villes de Caen et Bayeux) en apanage.

#### Relations avec le baronnage
Pour le conseiller dans divers domaines, il s'entoure de compagnons de campagne et d'amis comme Urse d'Abbetot et Robert FitzHamon, Hamon le sénéchal et Robert Bloet,. À la suite des rébellions de 1088 et 1095, il dépossède quelques grands barons du royaume comme Odon de Bayeux, Eustache II de Boulogne et Robert de Montbray. Il nomme de nouveaux comtes issus de grandes familles baronniales, comme Guillaume de Warenne, Henri de Beaumont et Gautier II Giffard. Il récompense également quelques compagnons proches comme Roger de Nonant.
Son administration est si efficace qu'en 1096, il ne lui faut que quelques mois pour réunir, grâce à un impôt spécial, les 10 000 marcs (soit 7 000 livres d'argent) nécessaires à payer l'hypothèque du duché de Normandie. Il est possible qu'à cette occasion, le Domesday Book soit utilisé pour accroître l'efficacité de la levée de l'impôt. Néanmoins, les barons du royaume jugent la pression fiscale excessive. À l'accession au trône, son frère Henri jugera préférable de promettre de renoncer à ces pratiques.
Selon Barlow, c'est néanmoins un souverain apprécié par son baronnage et le clergé. Sa générosité, ses succès militaires et sa volonté de réunir à nouveau le duché et le royaume font qu'il ne rencontre que très peu d'opposition. L'historien C. W. Hollister n'a pas exactement la même vision : il souligne la cassure entre le roi et la haute-aristocratie anglo-normande. À l'appui de sa thèse, il rappelle les deux conspirations contre Guillaume en 1088 et 1095 ainsi que la rareté des grands du royaume lors des signatures de chartes royales.

#### Relations avec l'Église

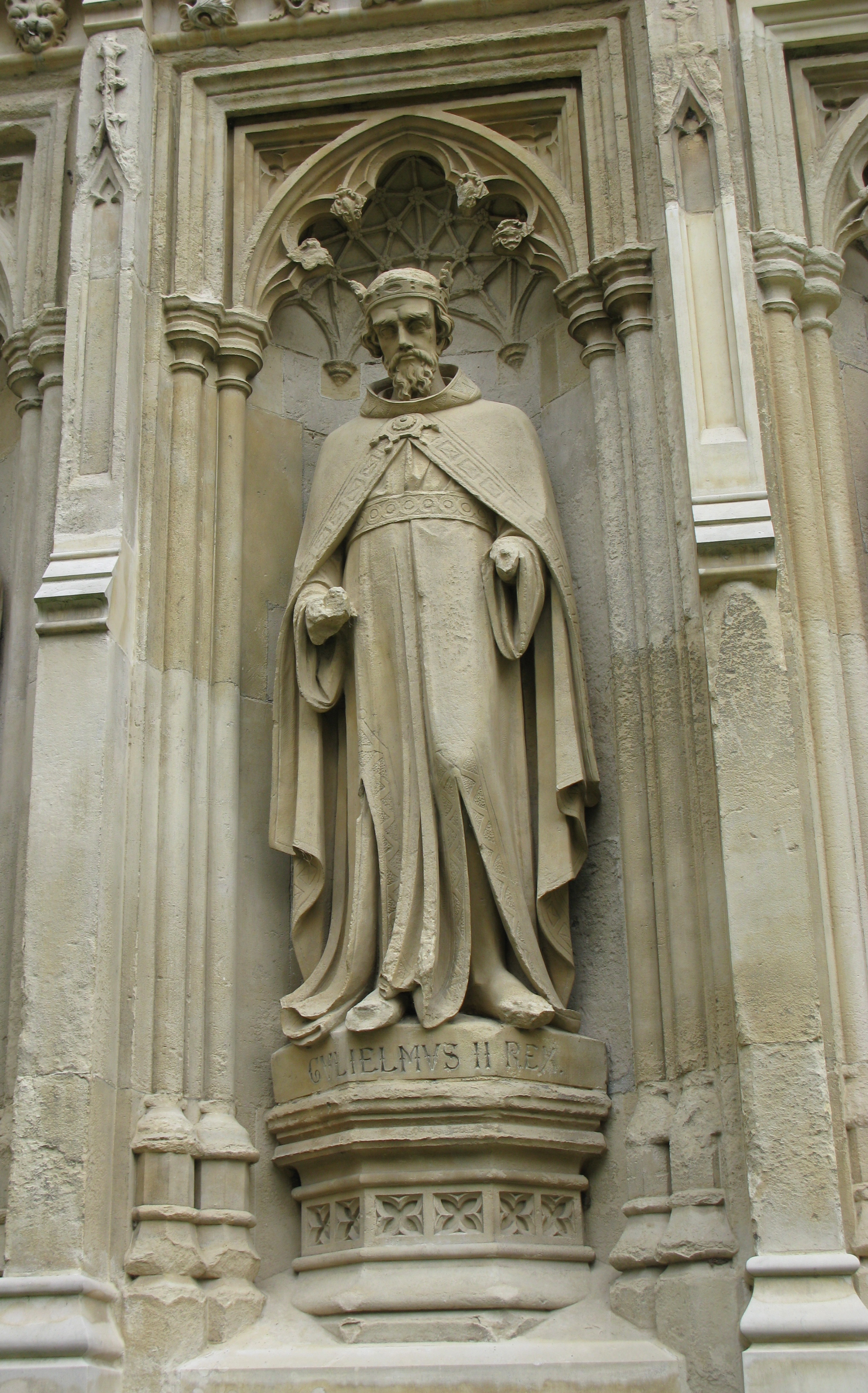
Sculpture de Guillaume le Roux sur la façade de la cathédrale de Canterbury.

L'attitude de Guillaume vis-à-vis de l'Église tranche singulièrement avec celle de son père. Il ne se montre pas aussi pieux, aussi respectueux que son prédécesseur. Il ne fonde aucun monastère et ne patronne aucun érudit.
Malgré sa réputation anti-cléricale, il ne dédaigne pas les conseils d'Anselme de Canterbury, Guillaume de Saint-Calais, Wulfstan de Worcester, Robert Bloet et, dans les dernières années, Vauquelin de Winchester. Pour l'administration de son royaume, il conserve une partie du personnel de son père, notamment le chapelain Rainulf Flambard, qui le sert avec loyauté durant tout son règne.
Ce dernier devient un premier ministre avant l'heure. Flambard est chargé des finances, et son rôle principal est de faire rentrer le plus d'argent possible dans les caisses du trésor. Grâce à lui, Guillaume le Roux accroît sensiblement ses revenus, notamment en augmentant ou en créant de nouvelles taxes, et en s'octroyant directement certains bénéfices ecclésiastiques, en particulier d'abbayes dont la vacance est maintenue à dessein. Il vend aussi les évêchés et les abbayes royales, en déguisant le prix sous forme d'une aide ou d'un don, aux candidats qu'il a choisis. Toutefois, il semble que ces pratiques aient été acceptées par le clergé. La nomination à l'archevêché de Canterbury d'Anselme, lors de sa grave maladie en 1093, est probablement l'une de ses rares erreurs. L'archevêque, qui avait accepté avec beaucoup de réticence le siège, est en conflit permanent avec lui. Il lui reproche principalement sa morale et son exploitation des bénéfices ecclésiastiques. En 1094, Anselme se voit refuser l'organisation d'un grand concile de l'Église anglaise, notamment pour condamner les pratiques de sodomie et d'inceste qui seraient monnaie courante dans le royaume.
La querelle entre les deux hommes connaît un point culminant quand Anselme reconnaît le nouveau pape Urbain II aux dépens de l'antipape Clément III, alors que Guillaume le Roux n'a pas encore fait son choix. Le roi, en appelant à la tradition anglaise, reproche à Anselme d'avoir violé son vœu de fidélité en s'arrogeant une prérogative royale. Anselme réplique alors qu'il n'a aucunement l'intention de renoncer à son allégeance à Urbain II. Le roi, furieux, proteste qu'Anselme place sa loyauté au pape au-dessus de la loyauté à son souverain. Un concile a alors lieu à Rockingham en février 1095, mais la situation reste dans l'impasse.
Finalement, Guillaume le Roux reconnaît Urbain II dans l'espoir qu'il déposera Anselme. Il n'en fait rien, et, attentif au soutien du souverain anglais, ordonne à Anselme de collaborer avec le roi. L'archevêque obtempère pendant un temps. En 1097, alors que Guillaume le Roux se plaint de l'aide militaire insuffisante que lui fournit l'archevêque dans sa campagne galloise, ce dernier comprend que sa situation est intenable, et s'exile.

### Consolidation de l'«empire» normand (1096-1100)
Après avoir acquis la garde de la Normandie, Guillaume le Roux y passe plus de temps qu'en Angleterre. Il y fait quatre séjours, le deuxième d'une durée de dix-sept mois étant le plus long. Il ne prend pas le titre de duc, peut-être parce qu'avant tout il est roi. Probablement comme son père, il ne rend pas hommage au roi de France.
Le baronnage et l'Église normands l'acceptent immédiatement. Les objectifs militaires du roi d'Angleterre se calquent sur ceux de son père : Guillaume compte protéger les frontières de la Normandie en prenant le contrôle de territoires satellites, à savoir le Maine et le Vexin français. Situé à l'est du duché, le Vexin français fait partie du domaine capétien et Louis le Gros, le fils du roi de France Philippe Ier de France, en est le comte. Juste avant de mourir, Guillaume le Conquérant avait essayé en vain de s'en emparer. Accompagné d'Henri Beauclerc et de Robert II de Bellême, Guillaume le Roux lance à son tour une campagne en 1097. Frank Barlow et François Neveux jugent l'invasion anglo-normande comme un échec. Aucune des trois principales places fortes du Vexin, Chaumont, Pontoise et Mantes ne tombe. David Crouch a un avis plus favorable. Plusieurs seigneurs ouvrent la porte de leur château au roi d'Angleterre et, du coup, l'armée anglo-normande s'enfonce librement et quasiment sans opposition dans le Vexin. Le roi de France subit l'humiliation de voir dévastées les régions autour de Paris et de la forêt de Rambouillet. Fait indéniable, Guillaume le Roux profite de son offensive pour commander la construction de la puissante forteresse de Gisors à la frontière entre la Normandie et la France.
Centré sur la ville du Mans, le Maine protège le duché au sud-ouest. Guillaume le Conquérant avait réussi à mettre la main sur cet État-tampon entre la Normandie et l'Anjou mais Robert Courteheuse y avait perdu tout pouvoir, à tel point qu'Élie Ier de la Flèche s'était établi comme comte du Maine. En avril 1098, Robert II, seigneur de Bellême, capture Élie dans une embuscade et le remet au roi, qui le fait emprisonner à Bayeux. Mais Foulque IV, le comte d'Anjou, allié du comte du Maine, réagit en occupant Le Mans. En juin, Guillaume le Roux marche sur la ville avec une armée. Finalement, les deux ennemis préfèrent se mettre d'accord, et il est conclu que Le Mans et les autres villes que le Conquérant possédaient reviendraient au duché, et que les prisonniers seraient échangés. Élie Ier est donc libéré, mais Guillaume refuse de le reconnaître comte du Maine.
À Pâques 1099, il retourne en Angleterre, puis à la Pentecôte organise une grande cérémonie à Westminster. Mais il est rapidement rappelé sur le continent, car Élie Ier de la Flèche a repris Le Mans, à l'exception du château. Le roi d'Angleterre traverse aussitôt la Manche pour mener une deuxième campagne dans le Maine. Après avoir secouru la garnison castrale, il pourchasse Élie jusque dans les confins méridionaux du Maine. Toutefois, il ne parvient pas à prendre le château de Mayet et Château-du-Loir où le rebelle s'est réfugié. En représailles, le roi dévaste la région, détruit les tours de la cathédrale inachevée du Mans, et ramène prisonnier en Angleterre Hildebert de Lavardin, le poète et évêque du Mans. Ce dernier, dans un poème, le décrit comme un tyran, un défenseur de tous les vices et une honte pour tous ses ancêtres. Guillaume le Roux le libère à Pâques 1100.
Durant cette période, il semble s'être établi une sorte de paix dans le duché, peut-être à cause de l'absence de certains barons partis pour la croisade ou à cause des guerres menées par Guillaume aux frontières. À cette époque, Guillaume le Roux est probablement informé que son frère Robert est sur le chemin du retour après une croisade réussie durant laquelle il s'est illustré. Il ne semble pas se préparer particulièrement à ce retour, notamment en essayant de renforcer sa position en Normandie. Au contraire, à partir de septembre 1099, il est en Angleterre et passe son temps à chasser avec son jeune frère Henri et quelques barons normands.

### Partie de chasse mortelle

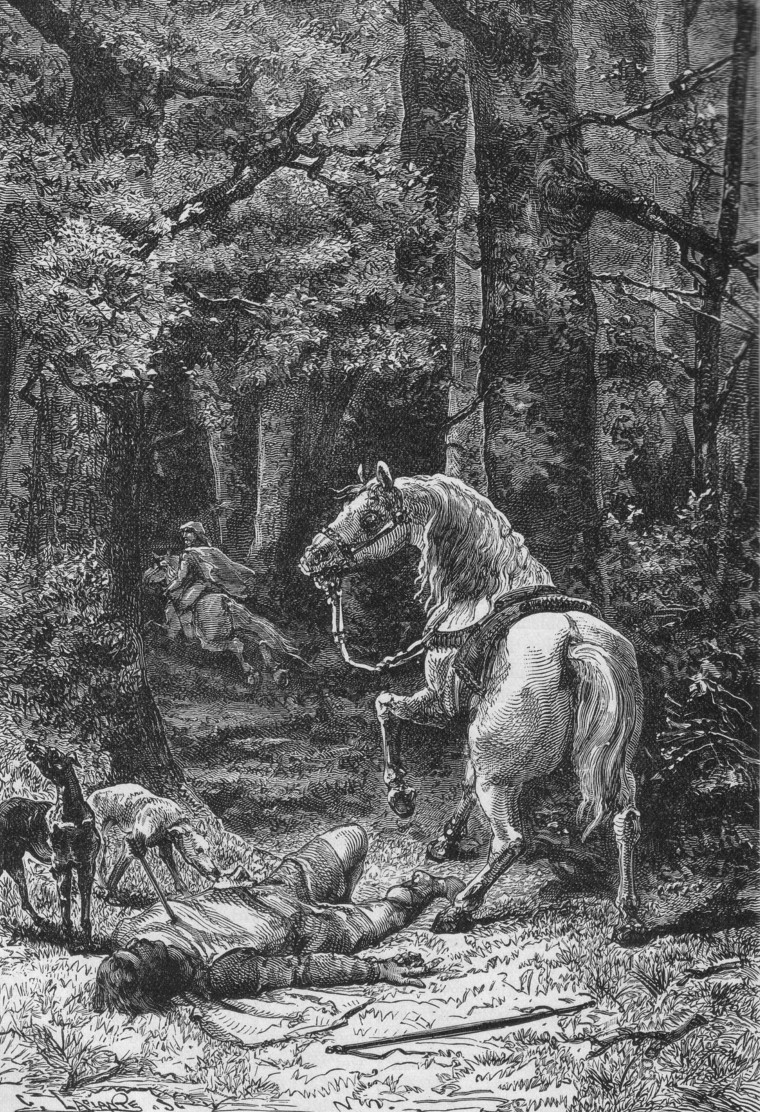
Mort de Guillaume le Roux. Lithographie de A. de Neuville (1895), extraite de Universal History par Ridpath.

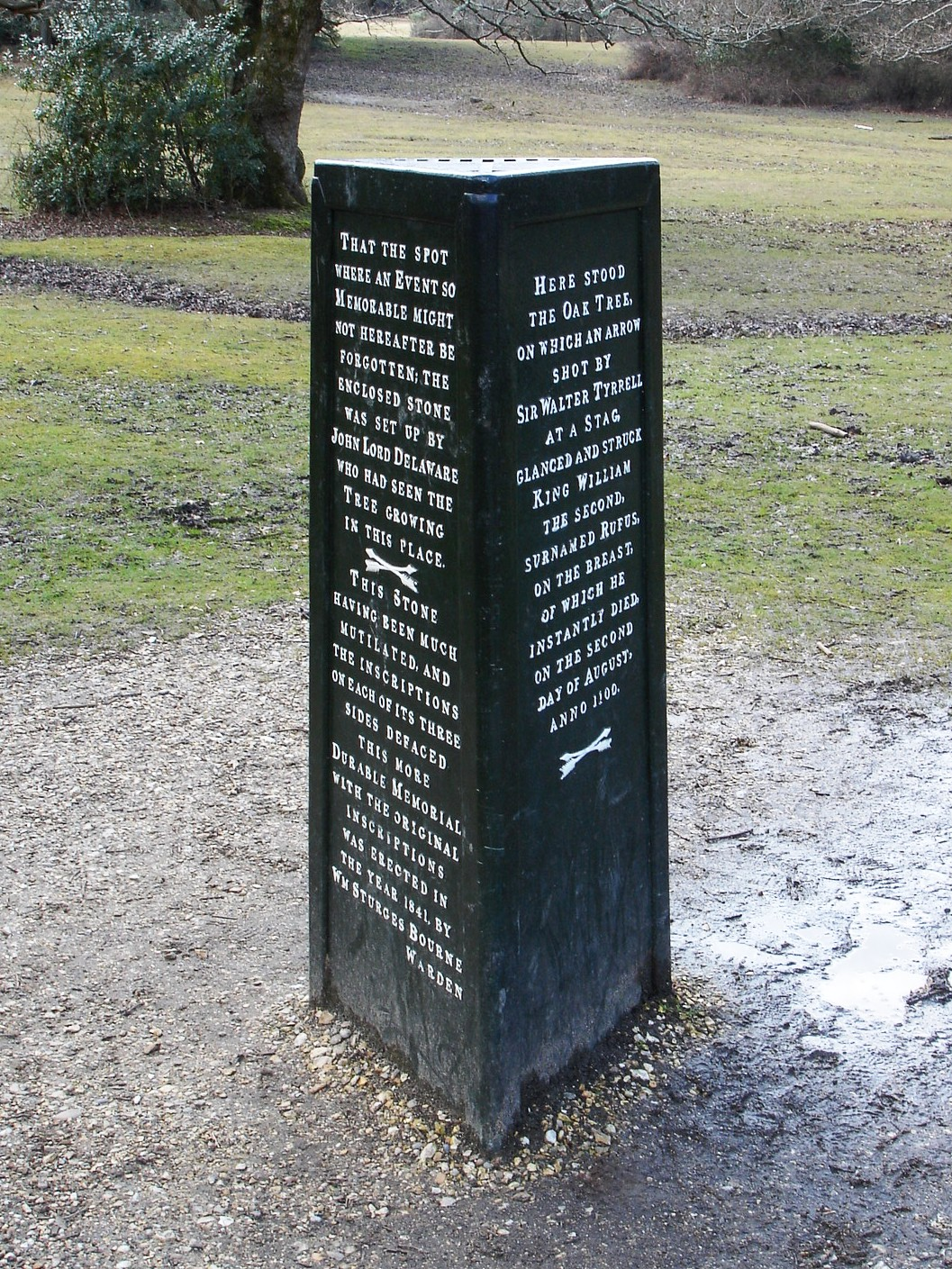
La Rufus Stone (hameau de Brook, Hampshire).

Le jeudi 2 août 1100, Guillaume le Roux participe à une partie de chasse au cerf dans la New Forest (comté d'Hampshire en Angleterre) avec ses compagnons quand, en fin d'après-midi, il est tué par une flèche reçue en plein cœur. Déjà vers 1069–1075, son frère aîné Richard avait perdu la vie dans cette forêt, et au mois de mai 1099, son neveu Richard, bâtard de Courteheuse, y avait connu une mort étrangement similaire. Quelques années plus tard, le moine et historien Guillaume de Malmesbury accusera Gautier II Tirel, un noble français, d'être responsable de sa mort. Ce dernier participait en effet à la chasse ; aussitôt le roi retrouvé mort, il quitta la forêt et retourna précipitamment dans son domaine français. Mais Suger de Saint-Denis, ami et biographe du roi de France Louis VI, innocenta Tirel en affirmant que le seigneur lui avait juré à plusieurs reprises n'avoir ni été en compagnie du roi ce jour-là, ni même l'avoir vu. La plupart des chroniqueurs contemporains ont simplement vu dans l'événement une vengeance divine intervenue pour punir un blasphémateur.
Quelques historiens y ont cependant vu la conséquence d'un complot fomenté par les Clare et Henri, le frère du roi. L'anthropologue britannique Margaret Murray a même évoqué la sorcellerie et un sacrifice rituel pour expliquer la mort de Guillaume le Roux. En 2005, l'historienne britannique Emma Mason présente une nouvelle thèse sur l'accident, qui serait selon elle un assassinat commandité. Pour l'historienne, le roi anglais est en train de préparer une invasion de la France au moment de sa mort. Les Capétiens, et en particulier Louis le Gros (le futur Louis VI), informés de ses intentions décident de le faire tuer. Ils utilisent pour cela un agent double que Mason désigne comme étant Raoul d'Equesnes, un suivant de Gauthier Tirel.
Présent à cette partie de chasse, Henri profite immédiatement du drame : il s'empare du trésor royal à Winchester et se fait couronner précipitamment roi d'Angleterre en l'abbaye de Westminster le 5 août 1100, seulement trois jours après la mort de son frère.
L'absence d'héritiers directs (Guillaume, jamais marié, n'a pas d'enfant) et le soutien de Gilbert FitzRichard de Clare et de sa famille facilitent la prise de pouvoir. Les circonstances sont favorables à Henri, mais probablement fortuites. On a prétendu qu'à cette date, Henri était désespéré et que cet « accident » était sa dernière occasion de s'emparer du trône, son frère aîné Robert Courteheuse devant bientôt revenir de la première croisade où il était parti depuis 1096. En fait, le moment de la mort du roi n'est pas particulièrement avantageux. Si cette disparition avait eu lieu au cours des quatre années précédentes, Henri aurait eu tout le temps de consolider son pouvoir et son administration en Angleterre, puis d'annexer la Normandie. Au lieu de cela, il doit immédiatement faire face à l'opposition des barons du royaume et l'invasion de Courteheuse, de retour de croisade.
Guillaume le Roux est enterré en grande hâte, le 3 août, dans le chœur de l'ancienne cathédrale de Winchester (l'Old Minster), sous la tour,. Il n'y a probablement pas grand monde pour assister à l'inhumation, son frère Henri étant notamment occupé à préparer la succession. La tour sous laquelle il est enterré s'effondre en 1107.
Le lieu de l'accident a été longuement discuté, et deux sites ont été proposés. Le premier est un lieu-dit nommé Canterton (au sud du hameau de Brook) où l'on peut trouver la « Rufus Stone », qui a été érigée en 1745. Le second est près du village abandonné de Througham (non loin de Beaulieu).

### Personnalité et réputation
C'est de Guillaume de Malmesbury que nous vient le portrait le plus fourni, bien qu'il ne soit pas contemporain. Selon l'historien, Guillaume le Roux était un homme petit et trapu, avec un ventre proéminent et le teint rougeâtre. Il aimait particulièrement se vêtir à la dernière mode, souvent de manière outrancière. Il était blond mais ce point est discuté. Comme nombre d'aristocrates, il avait adopté le style de coiffure anglais, et portait donc ses cheveux longs et séparés par une raie au milieu, bien que le concile de Rouen de 1096 ait condamné les chevelures longues, les associant à la dégénérescence et à la turpitude morale. Il était très enjoué et facétieux même durant les séances de travail. En privé, avec ses amis, il adoptait une attitude informelle et se montrait très à l'aise, mais en public son manque d'éloquence se faisait sentir. Il avait aussi tendance à bégayer quand il s'énervait. La description est celle d'un personnage assez rustre et ayant une haute opinion de sa dignité et de son rang. Peut-être l'historien cherche-t-il à brosser un portrait un peu ridicule, et il n'y a pas de preuve que ses contemporains le voyaient ainsi. Au contraire, ceux qui l'approchaient devaient être conscients que Guillaume le Roux était un homme dangereux. La répression de la conspiration de 1095 révéla la face noire du caractère du roi : il aveugla et castra son cousin Guillaume d'Eu et se montra impitoyable avec les rebelles de second rang. Il développa une paranoïa envers les aristocrates de son entourage. Anselme le décrit comme un taureau sauvage. Si l'humour, l'ironie du personnage et son image chevaleresque peuvent le rendre sympathique à certains historiens, sa cruauté et sa brutalité ne doivent pas être oubliées.
Bien qu'il n'ait participé à aucune bataille d'envergure et que ses campagnes n'aient jamais été décisives, le roi d'Angleterre conserve l'image d'un bon chef militaire. Sa bravoure, sa générosité envers ses soldats et l'absence de véritables défaites ont forgé cette réputation.
Guillaume était peut-être homosexuel,,. En effet, on ne lui connaît aucune maîtresse et aucun enfant et l'historien François Neveux souligne qu'il « reste un des rares princes chrétiens qui ait refusé de se marier ». Orderic Vital se montre assez explicite sur les relations royales : « il n'eut point d'épouse légitime. Mais, sans jamais s'en rassasier, il se livra à un obscène libertinage et à de fréquentes liaisons infâmes ». Toutefois, personne dans son entourage ne peut être identifié comme un « favori », et ses principaux compagnons sont hétérosexuels. De plus, en 1093, malade, il promet de prendre une épouse et cherche même à rencontrer Mathilde d'Écosse, mais le projet n'aboutit pas. Les moines chroniqueurs de l'époque considèrent sa garde-robe trop efféminée et son comportement comme des indices de son homosexualité. Frank Barlow envisage qu'à défaut d'être homosexuel, le roi pouvait être bisexuel ou un satyre.
À la différence de son père, Guillaume entretenait des relations houleuses avec le clergé d'Angleterre. L'archevêque de Canterbury, Anselme, préféra s'exiler plutôt que se soumettre au roi. Guillaume de Saint-Calais le trahit. La rapacité du souverain sur les biens de l'Église choqua les clercs : après les décès d'abbé ou d'évêque, il tardait à nommer leurs successeurs afin de percevoir lui-même les revenus des évêchés et monastères vacants. Enfin, la nomination du débauché Rainulf Flambard à l'évêché de Durham suscita la réprobation. En bon militaire, Guillaume méprisait les clercs et leur vie. Autant de comportements qui ont fait penser qu'il était irréligieux mais Barlow prévient que c'est souvent avec l'âge que la piété vient. Or, Guillaume n'a pas vécu vieux.
Jugé débauché, inculte, peu respectueux du clergé et trop amoureux de la guerre, le roi d'Angleterre ne bénéficie pas globalement des louanges de l'historiographie ecclésiastique. Cela ne veut pas dire qu'il fut impopulaire : ses vertus chevaleresques comme le courage et la magnanimité et sa réussite dans les campagnes militaires le faisaient sûrement apprécier. Geoffroy de Monmouth ne s'y est pas trompé puisqu'il modela partiellement son roi Arthur sur lui. Par comparaison avec son frère Robert Courteheuse, le bilan politique de Guillaume est bon : il sut affermir son pouvoir en Angleterre et rétablir la paix en Normandie. Toutefois, il ne réussit pas à soumettre l'Écosse ou le Vexin français et sa maîtrise du Maine était fragile. Frank Barlow prête de grands desseins au roi d'Angleterre : vers 1099-1100, Guillaume IX d'Aquitaine, souhaitant se croiser, aurait été prêt à lui confier un grand territoire, peut-être le Poitou, voire l'Aquitaine. Il aurait enfin envisagé d'envahir l'Irlande et aspiré au trône de France.

## Historiographie

### Historiographie de l'image de Guillaume le Roux
Les historiens du XIIe siècle, tous ecclésiastiques, entretinrent une image assez négative du personnage. Emboîtant le pas à Eadmer — seul chroniqueur strictement contemporain —, ils en firent une description sans appel, bâtissant ce que l'historienne Emma Mason décrit comme un « mythe politique ». Biographe de l'archevêque Anselme de Canterbury, Eadmer est le chroniqueur qui connut le mieux Guillaume le Roux. Étant un proche compagnon de l'archevêque, il fut impliqué dans les querelles que celui-ci eut avec son souverain entre 1093 et 1100. Dans son Historia novorum, il en brosse un portrait particulièrement déplaisant. Pour Eadmer, le roi est fourbe, injuste, cupide, corrompu, tyrannique et même sacrilège car oppresseur de l'Église,. Eadmer s'attarde notamment sur son revirement de volonté après sa guérison de 1093. Alors qu'il avait fait le vœu de corriger toutes ses mauvaises actions s'il survivait à sa soudaine maladie, dès qu'il fut remis, il « défit rapidement, déclara nulles et non avenues toutes les bonnes choses qu'il avait ordonnées de faire ». Il continue : « toutes les mauvaises actions qu'il avait faites avant sa maladie semblèrent bonnes comparées à celles qu'il fit après sa guérison »,. Et Eadmer enchaîne : « il n'y a pas un jour où il se soit levé le matin ou couché le soir sans avoir été plus mauvais qu'en se couchant la veille ou en se levant le matin »,. Évidemment, pour le chroniqueur, la mort du roi le 2 août 1100 ne fut qu'un juste retour des choses : « [...] par le jugement de Dieu [...] abattu et tué »,.
Eadmer n'était pas à même de brosser un portrait objectif du souverain étant donné qu'il le détestait. Pourtant, l'auteur inconnu de la Chronique anglo-saxonne dépeint lui aussi le règne de Guillaume le Roux assez sombrement : « [Guillaume] fut fort et féroce envers son pays et ses sujets [...]. Et à cause des conseils d'hommes vicieux, qui étaient toujours en bons termes avec lui, et à cause de son avarice, il harcelait continuellement son pays avec des services militaires et des impôts, alors que durant ce temps la justice était endormie [...]. [...] Il était détestable envers tous ses sujets et odieux envers Dieu, comme le montre sa mort, il partit au milieu de ses méfaits, sans avoir pu s'en repentir et les réparer »,.
Les descriptions des chroniqueurs de la génération suivante mirent la touche finale à son portrait en le complétant d'anecdotes qu'ils voulaient révélatrices. C'est Guillaume de Malmesbury qui fournit le portrait le plus complet et équilibré de Guillaume le Roux. Écrivant vers 1125, le chroniqueur s'appuya toutefois sur les sources antérieures pour son travail. C'est principalement sur son œuvre que les historiens du XIXe siècle s'appuyèrent pour leurs études sur Guillaume le Roux. Il brosse un portrait avec des aspects favorables, notamment sur ses relations avec son père, son courage, ses exploits martiaux, sa magnanimité, sa valeur au combat. Il raconte une anecdote dans laquelle Guillaume le Roux se retrouve désarçonné après avoir poursuivi seul deux hommes de son frère Henri, lors du siège du Mont-Saint-Michel en 1091. Alors que l'un des deux chevaliers est sur le point de lui asséner le coup fatal, il s'écrit « Arrête idiot, je suis le roi d'Angleterre ! ». Les deux hommes l'aident alors à remonter sur sa monture. Puis le roi les regarde en roulant des yeux et demande qui l'a désarçonné. L'un des deux hommes répond : « C'est moi. Mais je ne savais pas que vous étiez le roi. Je pensais que vous étiez seulement un chevalier ». Cela fit beaucoup rire le roi qui lui dit alors « Par la (sainte) face de Lucques, à partir de maintenant, tu seras l'un de mes hommes, et à mon service tu recevras ta récompense pour ton courage et ton esprit »,,. Pour Guillaume de Malmesbury, au cours de son règne, Guillaume le Roux abandonne progressivement l'idée de faire le bien. Selon lui, la transformation a lieu car « il craignait peu Dieu et pas du tout les hommes »,.
Orderic Vital et Henri de Huntingdon ont repris plus ou moins les mêmes éléments pour le condamner. Suger de Saint-Denis remarque toutefois ses qualités martiales. Par contre, Geoffroy Gaimar se démarque singulièrement en se répandant en compliments sur le roi anglais. Dans son L'estoire des Engleis (vers 1136), il compare Guillaume le Roux aux héros légendaires de Bretagne, et en fait un portrait très élogieux. Si les raisons de ce point de vue totalement opposé, ignorant complètement les travaux précédents, sont évidemment inconnues, Thomas Callahan remarque que contrairement aux autres chroniqueurs, Gaimar est un clerc séculier, et qu'il n'est probablement pas aussi préoccupé par les agissements du roi envers l'Église. Quoi qu'il en soit, son point de vue est totalement ignoré par les historiens qui lui succèdent.
Les siècles suivants produisent peu de matière sur Guillaume le Roux. Ranulf Higdon, auteur du Polychronicon (XIVe siècle), ajoute deux nouveaux éléments à son portrait. Selon lui, le roi a une vie hétérosexuelle très active, et a fréquemment des concubines. Il raconte aussi une anecdote, qui devint vite populaire, survenant après la mort d'un abbé. Trois moines se présentent à lui et deux d'entre eux lui proposent de l'argent pour être nommé par lui à la fonction de nouvel abbé. Guillaume le Roux demande alors au troisième moine ce qu'il a à lui offrir. Celui-ci lui répond : « Rien ». Le roi décide alors de le nommer à la fonction, car c'est le seul qui soit assez saint pour la mériter. Ces deux anecdotes survivent jusqu'au XVIIe siècle, la plus populaire étant celle sur les concubines du roi. Au siècle suivant, elles ne sont pas reprises par David Hume dans son History of England. Ce sont alors les anecdotes militaires montrant la magnanimité du roi qui deviennent populaires et qui sont reprises par la plupart des historiens.

### Historiographie des sources
Durant la Réforme anglaise et jusqu'au XVIIIe siècle, la crédibilité des chroniques monastiques est largement remise en question. Guillaume le Roux est alors presque présenté comme un héros protestant avant l'heure, pour sa position anti-papale face à Urbain II. La fin du XVIIIe et le début du XIXe siècle voient la fin de ce point de vue et le retour à un portrait basé essentiellement sur les chroniques contemporaines. Les descriptions de Guillaume le Roux, faites par des écrivains de cette période, sont encouragées par celle que fit l'historien Edward Augustus Freeman, qui a des préjugés anti-normands.
À la fin du XXe siècle, suivant un mouvement général de révision historique de tous les « mauvais rois », le règne de Guillaume le Roux est reconsidéré d'un nouvel œil. L'historienne britannique Emma Mason est la première (1977) à entreprendre ce travail. Pour elle, les méthodes de Guillaume le Roux ont choqué car elles étaient tout simplement nouvelles. Son frère et successeur Henri Ier dénigre ces méthodes pour mieux les employer ensuite,. Quelques générations plus tard, ces nouvelles pratiques en matière financière et ecclésiastique sont rentrées dans les mœurs. Pour Mason, le mythe du tyran Guillaume le Roux est si bien établi par les chroniqueurs et Henri Ier lui-même, qui ne cesse de dénigrer son frère, qu'il tient jusqu'au XXe siècle. Henri Ier sait s'attirer les faveurs ecclésiastiques en montant sur le trône et en signant la Charte des Libertés. Les chroniqueurs de son règne le considèrent comme un « bon roi », ce qui accentue encore le contraste avec son prédécesseur. Cette dualité du bon roi et du mauvais roi subsiste jusqu'au XIXe siècle avec William Stubbs et Freeman, et est encore bien ancrée jusque dans les années 1950. Même après les travaux de Galbraith (1945) et Stenton (1961), respectivement sur la crédibilité des sources historiques et sur la réévaluation de la société féodale, le mythe demeure tenace auprès des historiens.

### Chronologie de son règne
- 26 septembre 1087 : couronnement à l'abbaye de Westminster par Lanfranc, l'archevêque de Cantorbéry.
- Printemps et été 1088 : rébellion dans le royaume.
- 1088-1091 : il corrompt des barons de l'est du duché de Normandie.
- Février 1091 : débarquement en Normandie.
- 1091 : traité de Caen entre le duc et le roi.
- Été 1091 : répression d'une rébellion galloise et d'une invasion écossaise.
- Mars 1093 : il tombe soudainement gravement malade.
- Printemps 1095 : conspiration contre lui menée par Robert de Montbray.
- 1096 : il prend en gage le duché de Normandie pendant que son frère Robert Courteheuse part à la première croisade.
- 1096-1100 : campagnes dans le Vexin français et le Maine.
- 2 août 1100 : il trouve la mort dans la New Forest.

### Fiction
- Guillaume le Roux est le personnage principal de la nouvelle historique de Valerie Anand[43], King of the Wood (1989).
- Dans Flambard's Confession (1984), Marilyn Durham[43] raconte une version fictionnelle du règne de Guillaume le Roux narrée par Rainulf Flambard, son principal ministre.
- Il est le sujet indirect de deux nouvelles historiques de George Shipway[43], The Paladin et The Wolf Time, qui racontent l'histoire de Gauthier II Tirel, l'homme accusé de sa mort et le bras armé d'une conspiration orchestrée par Henri Beauclerc.
- À la télévision[44], Guillaume le Roux est joué par Peter Firth dans le téléfilm Blood Royal: William the Conqueror (1990).